# Alysia obasa
Alysia obasa är en stekelart som beskrevs av Papp 1991. Alysia obasa ingår i släktet Alysia och familjen bracksteklar. Inga underarter finns listade i Catalogue of Life.